# Thea Jensen
Thea Jensen (født 12. marts 1999) er en dansk atletikudøver, som konkurrerer for Hvidovre AM.
Hun blev dansk senior mester i kuglestød indendørs i 2018, og blev samme år også nordisk U20 mester i kuglestød. 
Derudover er hun også indehaver af samtlige danske ungdomsrekorder i kuglestød fra alderen P12-P20, udendørs samt P13-P20 indendørs.